# Jens Marklof

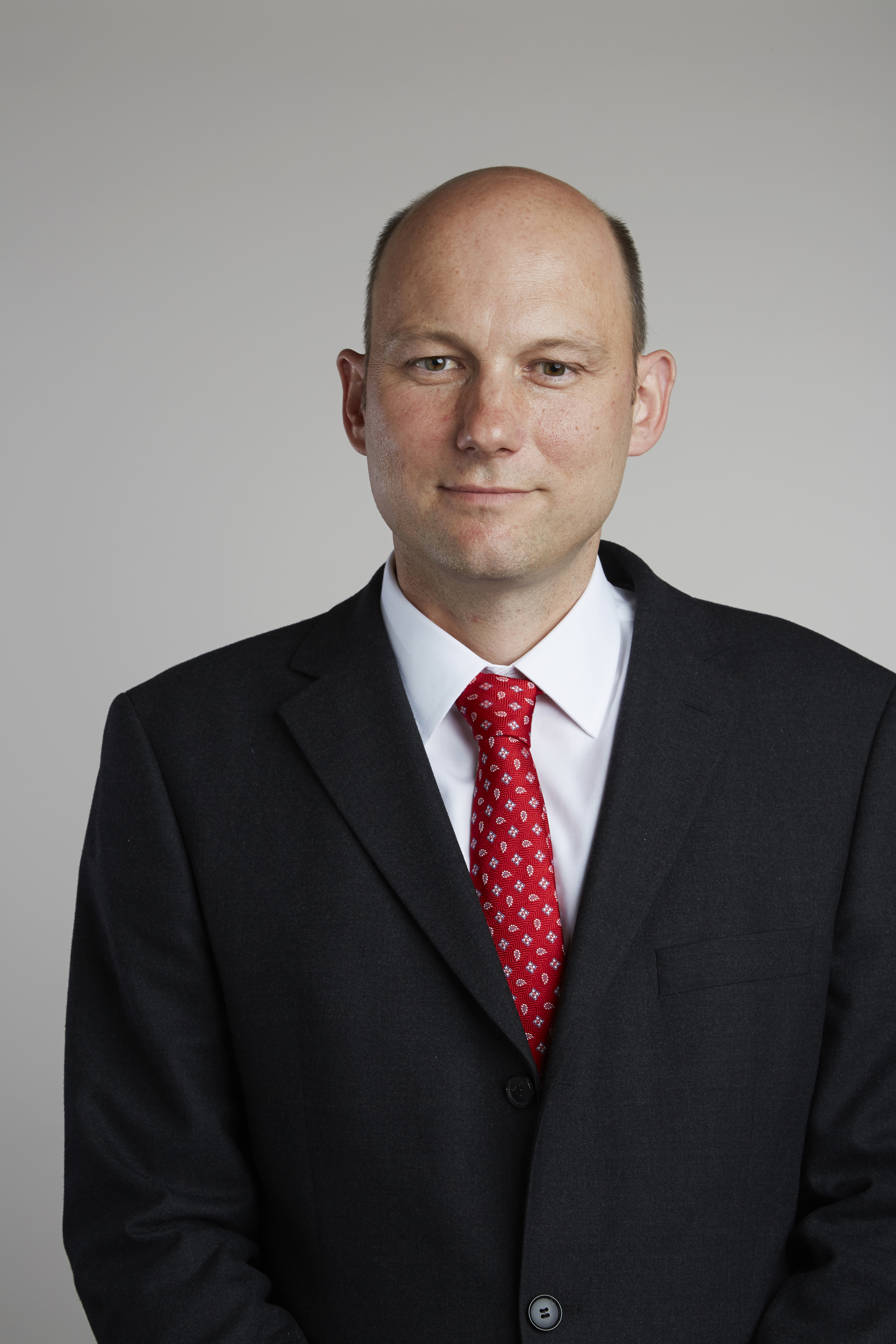
Jens Marklof

Jens Marklof – niemiecki matematyk, profesor fizyki matematycznej na Uniwersytecie Bristolskim. Zajmuje się teorią ergodyczną, układami dynamicznymi, teorią liczb i chaosem kwantowym.

## Życiorys
Studiował fizykę w Hamburgu, stopień doktora uzyskał w 1997 na Uniwersytecie w Ulm. Od 1998 jest związany z Uniwersytetem Bristolskim, gdzie obecnie jest profesorem i dziekanem. 
Swoje prace publikował m.in. w „Communications in Mathematical Physics”, „Duke Mathematical Journal”, „Journal of Statistical Physics” i najbardziej prestiżowych czasopismach matematycznych świata: „Annals of Mathematics” i „Inventiones Mathematicae". Redaktor „Annales Henri Poincaré”. 
W 2014 roku wygłosił wykład sekcyjny na Międzynarodowym Kongresie Matematyków w Seulu, w 2019 na konferencji Dynamics, Equations and Applications (DEA 2019), a w 2009 wykład plenarny na International Congress of Mathematical Physics. 
W 2010 otrzymał Whitehead Prize, a w 2011 prestiżowy ERC Advanced Grant. Członek Royal Society.